# Rhinolophus silvestris
Rhinolophus silvestris — вид рукокрилих родини Підковикові (Rhinolophidae).

## Поширення
Країни проживання: Республіка Конго, Габон. Природна історія цього виду погано відома, проте, очевидно, він пов'язаний з печерами в межах рівнинних тропічних вологих лісів.

## Загрози та охорона
Він вважається під загрозою втрати місць проживання в результаті перетворення землі для сільськогосподарського використання та лісозаготівель. Поки не записаний в будь-якій з охоронних територій.